# 1878年のスポーツ
- 年度別スポーツ記事一覧

## ゴルフ

### 世界4大大会（男子）
- 全英オープン優勝者：ジェイミー・アンダーソン（イギリス）

## サッカー

### イングランド
- FAカップ決勝

ワンダラーズ 3-1 ロイヤル・エンジニアーズ

## テニス

### グランドスラム
- ウィンブルドン　男子単優勝：フランク・ハドー（イギリス）

ウィンブルドン選手権は、第2回大会から「チャレンジ・ラウンド」（挑戦者決定戦）→「オールカマーズ・ファイナル」の流れでトーナメントが行われた。チャレンジ・ラウンド勝者のハドーが、大会前年優勝者のスペンサー・ゴアを破って優勝した。

## ボート
- オックスフォード・ケンブリッジ大学対抗レガッタ優勝：オックスフォード大学

## 野球

### アメリカ大リーグ
- ナショナルリーグ優勝：ボストン･レッドキャップス

## その他のスポーツ
- 日本の文部省、体操伝習所を設置

## 誕生
- 2月1日 - アルフレッド・ハヨシュ（ハンガリー、水泳、+1955年）
- 3月11日 - 梅ヶ谷藤太郎 (2代)（富山県、相撲、+1927年）
- 3月21日 - ジョン・チュークスベリー（アメリカ、陸上競技、+1968年）
- 3月31日 - ジャック・ジョンソン（アメリカ、ボクシング、+1946年）
- 5月13日 - ミュリエル・ロブ（イギリス、テニス、+1907年）
- 7月26日 - エルンスト・ホッペンベルク（ドイツ、水泳、+1937年）
- 8月31日 - フランク・ジャービス（アメリカ、陸上競技、+1933年）
- 9月3日 - ドロテア・ダグラス・チェンバース（イギリス、テニス、+1960年）
- 10月16日 - マクスウェル・ロング（アメリカ、陸上競技、+1959年）
- 11月2日 - 大木戸森右エ門（兵庫県、相撲、+1930年）
- 11月18日 - 前田光世（青森県、格闘家、+1941年）
- 11月23日 - ホルコム・ウォード（アメリカ、テニス、+1967年）
- 12月18日 - マット・マクグラス（アメリカ、陸上競技、+1941年）